# Popowia parvifolia
Popowia parvifolia là một loài thực vật thuộc họ Annonaceae. Đây là loài đặc hữu quần đảo Nicobar. Nó được Wilhelm Sulpiz Kurz mô tả lần đầu tiên năm 1875.

## Lưu ý
Danh pháp Popowia parvifolia Scheff., 1885 là đồng âm muộn của danh pháp đề cập trong bài này. Nó được định danh lại là Popowia arfakensis Karthig. & Jayanthi, 2016, loài đặc hữu New Guinea.
Danh pháp Popowia parvifolia (Oliv.) Engl. & Diels, 1901 là danh pháp bất hợp lệ (nom. illeg.) - hiện nay coi là đồng nghĩa của Monanthotaxis parvifolia (Oliv.) Verdc., 1971 - loài có ở vùng nhiệt đới Tây châu Phi đến Zambia.